# ولاستتس
ولاستتس (به چکی: Vlastec) یک منطقهٔ مسکونی در جمهوری چک است که در شهرستان پیسک واقع شده‌است.
 ولاستتس ۷٫۵۰۱۶ کیلومتر مربع مساحت و ۱۸۰ نفر جمعیت دارد و ۴۳۷ متر بالاتر از سطح دریا واقع شده‌است.